# دخر أباد
دخر أباد هي قرية في مقاطعة أصفهان، إيران. يقدر عدد سكانها بـ 79 نسمة بحسب إحصاء 2016.